# Azul de timol
El azul de timol o timol sulfonaftaleína es un compuesto orgánico usado en laboratorio como indicado de pH. Es un polvo de color verde a pardo insoluble en agua, soluble en alcohol etílico y ácido acético, tiene un olor característico, se descompone en ebullición, su densidad a 20 °C es de 1,19 kg/L, su punto de fusión está en el rango de 221-224 °C. Su principal riesgo durante su manipulación es ser irritante y nocivo leve.
Su fórmula química es C27 H30 O5 S y tiene un peso molecular de 466.60 u
Vira en el intervalo de 1,2 a 2,8. Presenta coloración roja en un medio más ácido y amarilla en un medio menos ácido. La coloración amarilla la mantiene de 2,8 hasta el intervalo 8,0-9,6 que vira a azul.

## Referencias

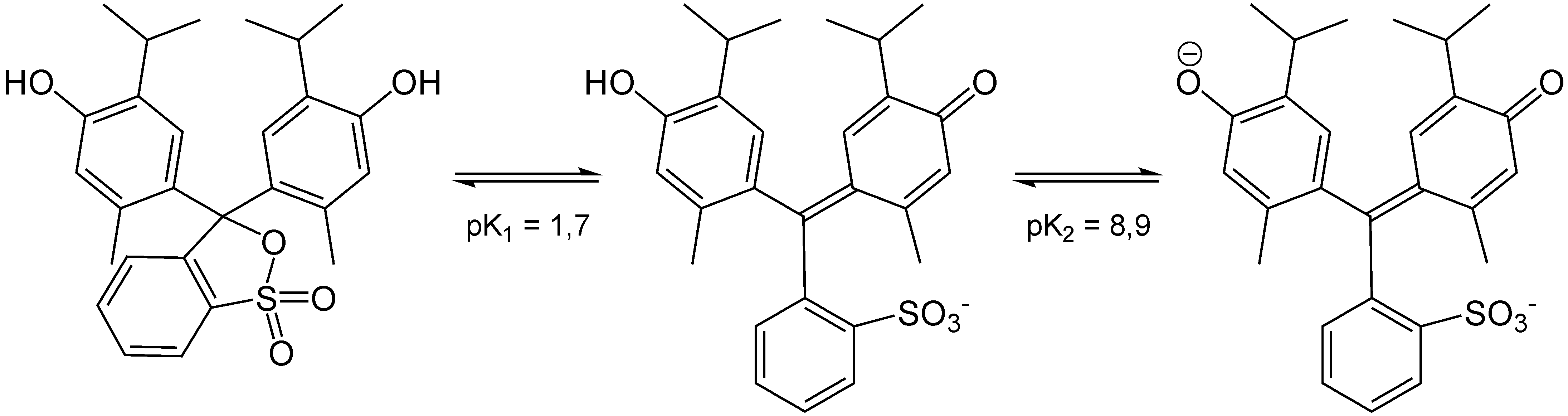
Estructuras del azul de timol a diferentes pH